# Dél-Korea az 1964. évi téli olimpiai játékokon
Dél-Korea az ausztriai Innsbruckban megrendezett 1964. évi téli olimpiai játékok egyik részt vevő nemzete volt. Az országot az olimpián 3 sportágban 7 sportoló képviselte, akik érmet nem szereztek.

## Alpesisí
Férfi
| Versenyző    | Versenyszám      | Selejtező | Selejtező | Selejtező     | Selejtező     | Döntő    | Döntő    | Döntő    | Döntő    | Döntő      | Döntő      |
| Versenyző    | Versenyszám      | 1. futam  | 1. futam  | 2. futam      | 2. futam      | 1. futam | 1. futam | 2. futam | 2. futam | Összesítés | Összesítés |
| Versenyző    | Versenyszám      | Idő       | Hely.     | Idő           | Hely.         | Idő      | Hely.    | Idő      | Hely.    | Idő        | Helyezés   |
| ------------ | ---------------- | --------- | --------- | ------------- | ------------- | -------- | -------- | -------- | -------- | ---------- | ---------- |
| Kim Tongbek  | Műlesiklás       | 2:01,88   | 85.       | nem ért célba | nem ért célba | kiesett  | kiesett  | kiesett  | kiesett  | kiesett    | kiesett    |
| Kim Tongbek  | Óriás-műlesiklás |           |           |               |               |          |          |          |          | kizárták   | kizárták   |
| Cso Jongszok | Műlesiklás       | 1:49,14   | 84.       | 1:28,53       | 54.           | kiesett  | kiesett  | kiesett  | kiesett  | kiesett    | kiesett    |
| Cso Jongszok | Óriás-műlesiklás |           |           |               |               |          |          |          |          | 2:55,74    | 77.        |

## Gyorskorcsolya
Férfi
| Versenyző   | Versenyszám | Eredmény | Helyezés |
| ----------- | ----------- | -------- | -------- |
| Cshö Jongbe | 500 m       | 44,8     | 42.      |
| Cshö Jongbe | 1500 m      | 2:20,3   | 40.      |
| Cshö Jongbe | 5000 m      | 8:03,4   | 17.      |
| Cshö Jongbe | 10 000 m    | 17:31,3  | 31.      |
| Cshö Namjon | 1500 m      | 2:30,2   | 52.      |
| Cshö Namjon | 5000 m      | 8:28,0   | 36.      |

Női
| Versenyző   | Versenyszám | Eredmény | Helyezés |
| ----------- | ----------- | -------- | -------- |
| Kim Hjeszuk | 500 m       | 49,6     | 20.      |
| Kim Hjeszuk | 1000 m      | 1:45,1   | 26.      |
| Kim Küdzsin | 1500 m      | 2:39,7   | 27.      |
| Kim Küdzsin | 3000 m      | 5:41,6   | 19.      |

## Sífutás
Férfi
| Versenyző   | Versenyszám | Eredmény      | Helyezés      |
| ----------- | ----------- | ------------- | ------------- |
| Jang Jongok | 30 km       | 2:28:54,7     | 66.           |
| Jang Jongok | 50 km       | nem ért célba | nem ért célba |